# L'Ange et le Mauvais Garçon
Pour les articles homonymes, voir Mauvais garçon (homonymie).
 (août 2025).
Pour plus de détails, voir Fiche technique et Distribution.
L'Ange et le Mauvais Garçon (Angel and the Badman) est un western américain de James Edward Grant, sorti en 1947.
Le film a fait l'objet d'un remake pour la télévision en 2009, L'Ange et le Mal avec Lou Diamond Phillips dans le rôle créé par John Wayne.

## Synopsis
Blessé, le hors-la-loi Quirt Evans est recueilli par une famille de quakers, les Worth. La fille, Penelope, tombe amoureuse de lui, bien qu'il ait une réputation de Don Juan. Sollicité par ses amis (et amies), traqué par le marshal McClintock, recherché par la bande de Laredo Stevens qui voudrait l'éliminer, Evans verra ses convictions ébranlées au contact de sa famille d'accueil.

## Fiche technique
- Titre original : Angel and the Badman

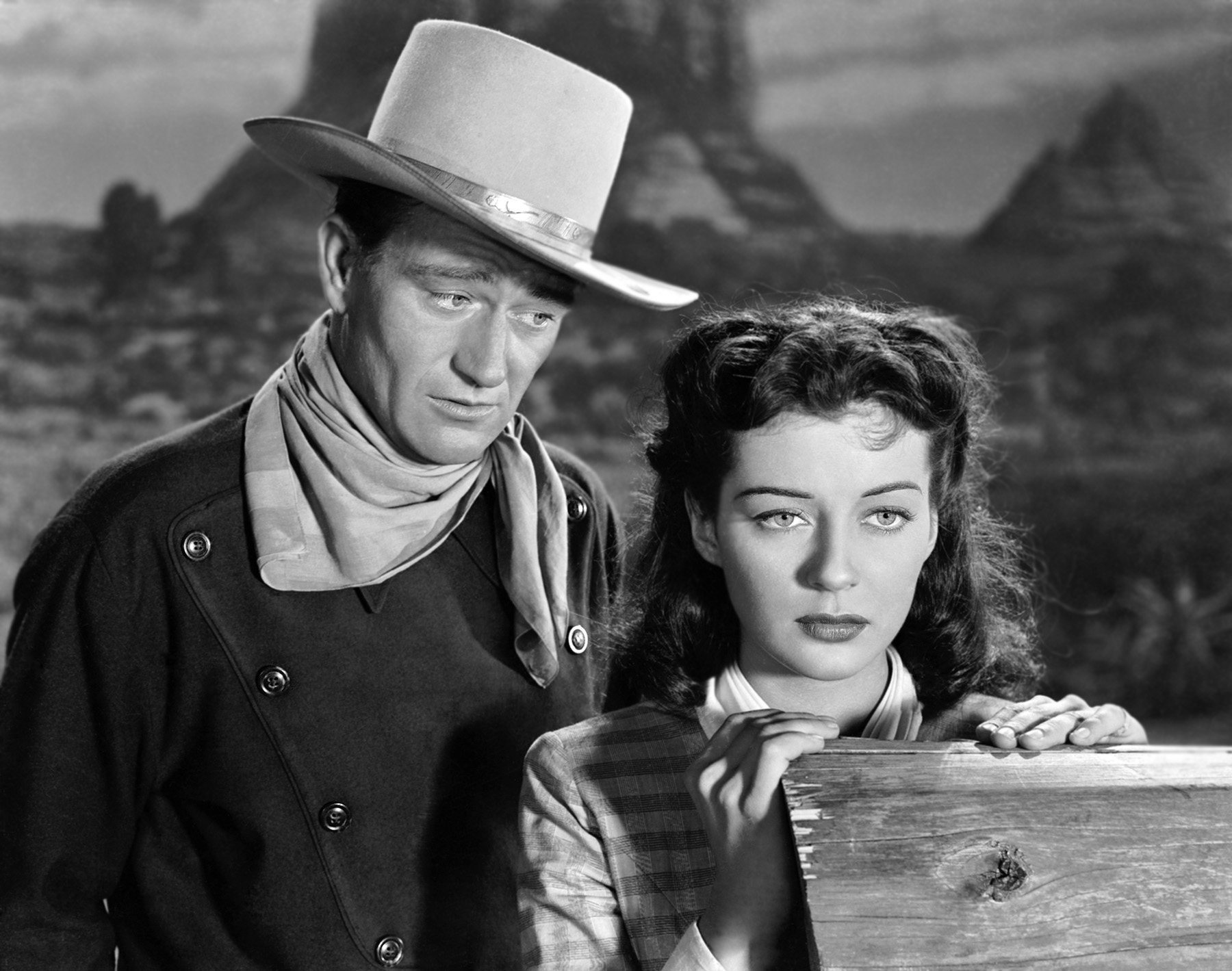
John Wayne et Gail Russell.

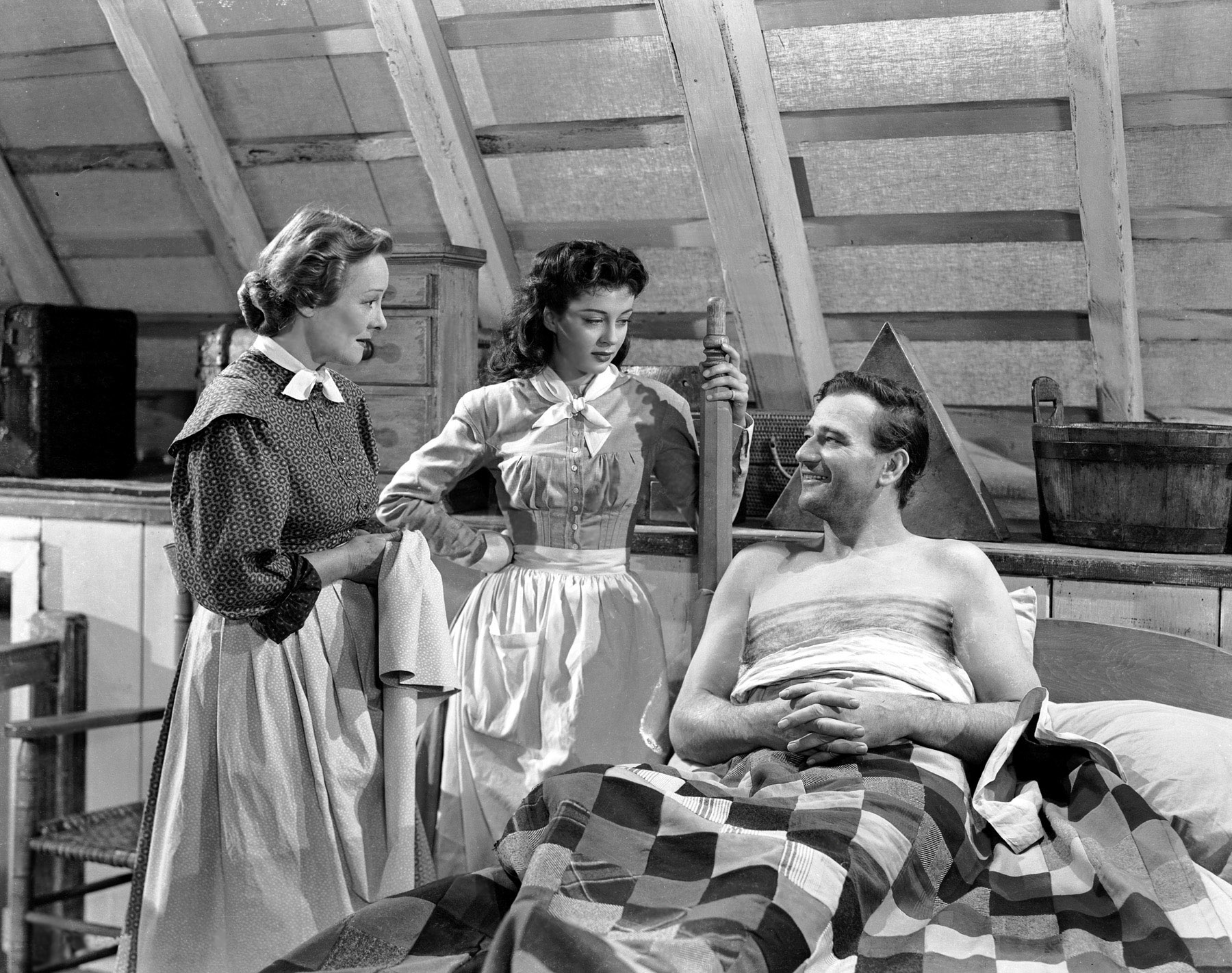
De gauche à droite : Irene Rich, Gail Russell et John Wayne dans une scène du film.

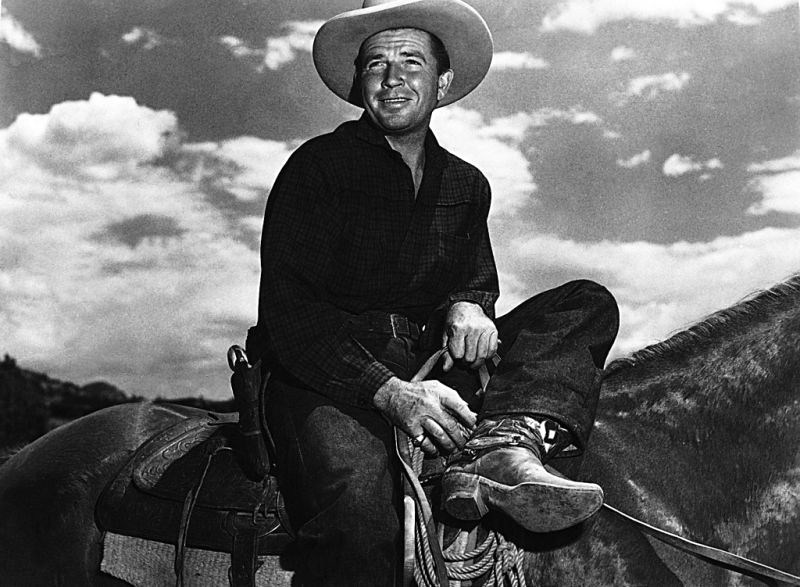
Bruce Cabot.

- Titre français : L'Ange et le Mauvais Garçon ou L'Ange et le Mal ou L'Ange et le Démon
- Réalisation : James Edward Grant
- Scénario : James Edward Grant
- Direction artistique : Ernst Fegté
- Décors   : John McCarthy Jr. et Charles Thompson
- Costumes : Adele Palmer
- Photographie : Archie Stout
- Montage : Harry Keller
- Musique : Richard Hageman
- Production : John Wayne
- Société de production : John Wayne Productions
- Société de distribution : Republic Pictures
- Lieu de tournage : Flagstaff, Sedona, Arizona, Monument Valley in Utah.
- Pays de production :  États-Unis
- Langue d'origine : anglais américain
- Format : noir et blanc — 35 mm — 1,37:1 (il existe une version colorisée en DVD) — son : mono
- Genre : western
- Durée : 100 min
- Dates de sortie :
  - États-Unis :15 février 1947
  - France : 15 juin 1950
- Affiche : Fernand François (France)

## Distribution
- John Wayne (VF : Claude Bertrand) : Quirt Evans
- Gail Russell (VF : Madeleine Briny) : Penelope Worth
- Harry Carey (VF : Pierre Morin) : le marshal McClintock
- Bruce Cabot (VF : Claude Péran) : Laredo Stevens
- John Halloran (VF : Maurice Pierrat) : Thomas Worth
- Irene Rich (VF : Mona Dol) : Mme Worth
- Stephen Grant : Johnny Worth
- Tom Powers (VF : Pierre Michau) : le docteur Mangram
- Lee Dixon (VF : Jean Daurand) : Randy McCall
- Paul Hurst (VF : Paul Villé) : Frederick Carson
- Olin Howlin (VF : Albert Montigny) : Bradley
- Joan Barton : Lila Neal
- Craig Woods : Ward Withers
- Marshall Reed (VF : Roger Till) : Nelson

Acteurs non crédités
- Rosemary Bertrand : Christine Taylor
- Wade Crosby : un frère Baker
- Paul Fix : Mouse Marr
- Pat Flaherty : un frère Baker
- Hank Worden : un villageois
- LeRoy Mason : Lefty Wilson